# آهنربای تک مولکولی
آهنربای تک مولکولی (SMM) یک ترکیب فلزی-آلی است که رفتار سوپرپارامغناطیس زیر یک دمای مسدودکننده معین در مقیاس مولکولی دارد. در این محدوده دما، یک SMM پسماند مغناطیسی با منشأ مولکولی صرف را نشان می‌دهد. برخلاف آهنرباهای حجیم معمولی و آهنرباهای مبتنی بر مولکول، ترتیب مغناطیسی دوربرد جمعی گشتاورهای مغناطیسی ضروری نیست.
اگرچه عبارت «آهنربای تک مولکولی» برای اولین بار در سال ۱۹۹۶ به کار رفت، اولین آهنربای تک مولکولی، [Mn 12 O 12 (OAc) 16 (H 2 O) 4] (با نام مستعار "Mn 12 ") گزارش شد. در سال ۱۹۹۱. این ترکیب اکسید منگنز دارای یک مکعب مرکزی منگنز (IV) 4 O 4 است که توسط حلقه‌ای از ۸ واحد منگنز (III) احاطه شده‌است که از طریق لیگاندهای oxo به هم متصل شده‌اند و رفتار آرام‌سازی مغناطیسی آهسته را تا دمای حدود ۴ کلوین نشان می‌دهد.
تلاش‌ها در این زمینه عمدتاً بر افزایش دمای عملیاتی آهن‌رباهای تک مولکولی تا دمای نیتروژن مایع یا دمای اتاق متمرکز است تا بتوان کاربردها را در حافظه مغناطیسی فعال کرد. همراه با افزایش دمای انسداد، تلاش‌هایی برای توسعه SMM با موانع انرژی بالا برای جلوگیری از جهت‌گیری مجدد چرخش تند انجام می‌شود. سرعت زیاد این زمینه تحقیقاتی منجر به افزایش قابل توجه دمای عملکرد آهنربای تک مولکولی به بالای ۷۰ کلوین شده‌است.

## اندازه‌گیری

### رفتار آرنیوس آرامش مغناطیسی
به دلیل ناهمسانگردی مغناطیسی آهنرباهای تک مولکولی، گشتاور مغناطیسی معمولاً فقط دو جهت پایدار در خلاف موازی با یکدیگر دارد که توسط یک مانع انرژی از هم جدا شده‌اند. جهت‌گیری‌های پایدار، به اصطلاح «محور آسان» مولکول را تعریف می‌کنند. در دمای محدود، احتمال محدودی برای چرخش مغناطیس و معکوس شدن جهت آن وجود دارد. مشابه یک ابر پارا مغناطیس، میانگین زمان بین دو چرخش، زمان آرامش نیل نامیده می‌شود و با معادله نیل-آرنیوس زیر به دست می‌آید:
{\displaystyle \tau ^{-1}=\tau _{0}^{-1}\exp \left({\frac {-U_{eff}}{k_{B}T}}\right)}
عبارت است از:
- τ زمان آرامش مغناطیسی یا میانگین زمانی است که مغناطیسی شدن مولکول به‌طور تصادفی در نتیجه نوسانات حرارتی تغییر می‌کند.
- τ 0 طول زمانی است که مشخصه ماده است که زمان تلاش یا دوره تلاش نامیده می‌شود (مقابل آن فرکانس تلاش نامیده می‌شود). مقدار معمولی آن بین 10-9 و 10-10 ثانیه است
- U eff سد انرژی مرتبط با مغناطش در حرکت از جهت محور آسان اولیه خود، از طریق یک «صفحه سخت» به جهت محور آسان دیگر است. مانع U eff عموماً بر cm^-1 یا در کلوین گزارش می‌شود.
- k B ثابت بولتزمن است
- T دما است

این زمان آرامش مغناطیسی، τ، می‌تواند نانوثانیه تا سالها یا خیلی بیشتر باشد.

### دمای مسدود کننده مغناطیسی
به اصطلاح مغناطیسی دمای مسدود کردن، T B است، به عنوان دمای زیر که آرامش از قطبی سازی مغناطیسی شود آهسته به مقیاس زمانی از یک تکنیک خاص بررسی مقایسه تعریف شده‌است. از لحاظ تاریخی، دمای انسداد برای آهنرباهای تک مولکولی به عنوان دمایی تعریف شده‌است که در آن زمان آرامش مغناطیسی مولکول، ۱۰۰ ثانیه است. این تعریف استاندارد فعلی برای مقایسه خواص آهنربایی تک مولکولی است، اما در غیر این صورت از نظر تکنولوژیکی مهم نیست. معمولاً بین افزایش دمای مسدودکننده SMM و مانع انرژی همبستگی وجود دارد. میانگین دمای مسدود شدن برای SMMها 4K است. نمک‌های Dy-metallocenium جدیدترین SMM هستند که به بالاترین دمای هیسترزیس مغناطیسی دست می‌یابند که بیشتر از نیتروژن مایع است.

### تبادل مغناطیسی درون مولکولی
جفت مغناطیسی بین اسپین‌های یون‌های فلزی توسط فعل و انفعالات ابرمبادله انجام می‌شود و می‌توان آن را با هایزنبرگ همیلتونین همسانگرد زیر توصیف کرد:
{\displaystyle {\hat {\mathcal {H}}}_{HB}=-\sum _{i<j}J_{i,j}\mathbf {S} _{i}\cdot \mathbf {S} _{j},}
جایی که {\displaystyle J_{i,j}} ثابت جفت بین اسپین i (اپراتور {\displaystyle \mathbf {S} _{i}}) و j (اپراتور {\displaystyle \mathbf {S} _{j}}). برای ج مثبت جفت، فرومغناطیسی (تراز موازی اسپین‌ها) و برای J منفی، جفت ضد فرومغناطیسی (تراز ضد موازی اسپین‌ها) نامیده می‌شود: حالت پایه اسپین زیاد، شکاف میدان صفر زیاد (به دلیل ناهمسانگردی مغناطیسی بالا). و برهمکنش مغناطیسی ناچیز بین مولکول‌ها.
ترکیب این ویژگی‌ها می‌تواند منجر به یک سد انرژی شود، به طوری که در دماهای پایین سیستم می‌تواند در یکی از چاه‌های انرژی با چرخش بالا به دام بیفتد.

### مانع آرامش مغناطیسی
یک آهنربای تک مولکولی می‌تواند یک گشتاور مغناطیسی مثبت یا منفی داشته باشد و سد انرژی بین این دو حالت تا حد زیادی زمان آرامش مولکول را تعیین می‌کند. این مانع به اسپین کل حالت پایه مولکول و ناهمسانگردی مغناطیسی آن بستگی دارد. کمیت اخیر را می‌توان با طیف‌سنجی EPR مطالعه کرد.

## کارایی
عملکرد آهن‌ربا تک مولکولی است که معمولاً توسط دو پارامتر تعریف شده‌است. سد مؤثر برای آرامش کند مغناطیسی، EFF U، و مغناطیسی دمای مسدود کردن، T B: در حالی که این دو متغیر به هم مرتبط هستند، تنها متغیر دوم، T B، به‌طور مستقیم عملکرد آهنربای تک مولکولی را در استفاده عملی منعکس می‌کند. در مقابل، U EFF, مانع حرارتی به آرامش مغناطیسی کند، تنها به T B ارتباط هنگامی که رفتار آرامش مغناطیسی مولکول است کاملاً آرنیوس در طبیعت است.
جدول زیر دماهای مسدودکننده مغناطیسی ۱۰۰ ثانیه و مقادیر U eff را که برای آهنرباهای تک مولکولی گزارش شده‌است، نشان می‌دهد و ثبت می‌کند.
| مجتمع | تایپ کنید | T B (100-s; K) | U eff (cm −1)    | مرجع.                | سال گزارش شده |
| --- | --------- | -------------- | ---------------- | -------------------- | ------------- |
| [Mn 12 O 12 (OAc) 16 (H 2 O) 4]                                                                                       | خوشه      | 3 K            | ۴۲ سانتی‌متر −1   | [ ۱۸ ] [ ۱۹ ] [ ۲۰ ] | ۱۹۹۱          |
| [K( 18-crown-۶)(THF) 2 ][{[(Me <sub id="mwyg">3</sub> Si) <sub id="mwyw">2</sub> N] 2 (THF)Tb} 2 (μ - η 2: η 2 -N 2)] | خوشه      | 14 K           | ۲۲۷ سانتی‌متر −1  | [ ۲۱ ]               | ۲۰۱۱          |
| Tb (Cp iPr5) 2 | تک یونی   | 52 K           | ۱۲۰۵ سانتی‌متر −1 | [ ۲۲ ]               | ۲۰۱۹          |
| [Dy(Cp ttt ) 2][B(C 6 F 5 ) 4]*                                                                                       | تک یونی   | 56 K           | ۱۲۱۹ سانتی‌متر −1 | [ ۷ ] [ ۸ ]          | ۲۰۱۷          |
| [Dy(Cp iPr4Me ) 2][B(C 6 F 5 ) 4]                                                                                     | تک یونی   | 62 K           | ۱۴۶۸ سانتی‌متر −1 | [ ۹ ]                | ۲۰۱۸          |
| [t BuPO(NH i Pr) 2 Dy(H 2 O)][I 3]                                                                                    | تک یونی   | 2.4 K          | ۴۵۲ سانتی‌متر −1  | [ ۲۳ ]               | ۲۰۱۶          |
| [Dy(Cp iPr4H ) 2][B(C 6 F 5 ) 4]                                                                                      | تک یونی   | 17 K           | ۱۲۸۵ سانتی‌متر −1 | [ ۹ ]                | ۲۰۱۸          |
| [Dy(Cp iPr5 )(Cp Me5 )][B(C 6 F 5 ) 4]                                                                                | تک یونی   | 67 K           | ۱۵۴۱ سانتی‌متر −1 | [ ۱۰ ]               | ۲۰۱۸          |
| [Dy(Cp iPr4Et ) 2][B(C 6 F 5 ) 4]                                                                                     | تک یونی   | 59 K           | ۱۳۸۰ سانتی‌متر −1 | [ ۹ ]                | ۲۰۱۸          |
| [Dy(Cp iPr5 ) 2][B(C 6 F 5 ) 4]                                                                                       | تک یونی   | 56 K           | ۱۳۳۴ سانتی‌متر −1 | [ ۹ ]                | ۲۰۱۸          |
| [Dy(O t Bu) 2 (py) 5][BPh 4]                                                                                          | تک یونی   | 12 K           | ۱۲۶۴ سانتی‌متر −1 | [ ۲۴ ]               | ۲۰۱۶          |

اختصارات: OAc = استات، Cp ttt = ۱٬۲٬۴ - تری (ترت - بوتیل) سیکلوپنتادینید، Cp Me5 = ۱٬۲٬۳٬۴٬۵-پنتا (متیل) سیکلوپنتادینید، Cp iPr4H = ۱٬۲٬۳ ۴-تترا (ایزوپروپیل) سیکلوپنتادینید، Cp iPr4Me = ۱٬۲٬۳٬۴-تترا (ایزوپروپیل)-۵-(متیل) سیکلوپنتادینید، Cp iPr4Et = ۱-(اتیل)-۲٬۳٬۴٬۵-تترا (ایزوپروپیل) سیکلوپنتادینید، Cp iPr5 = ۱٬۲٬۳٬۴٬۵-پنتا (ایزوپروپیل) سیکلوپنتادینید
پارامترهای نمونه‌های رقیق مغناطیسی را نشان می‌دهد

## انواع

### خوشه‌های فلزی

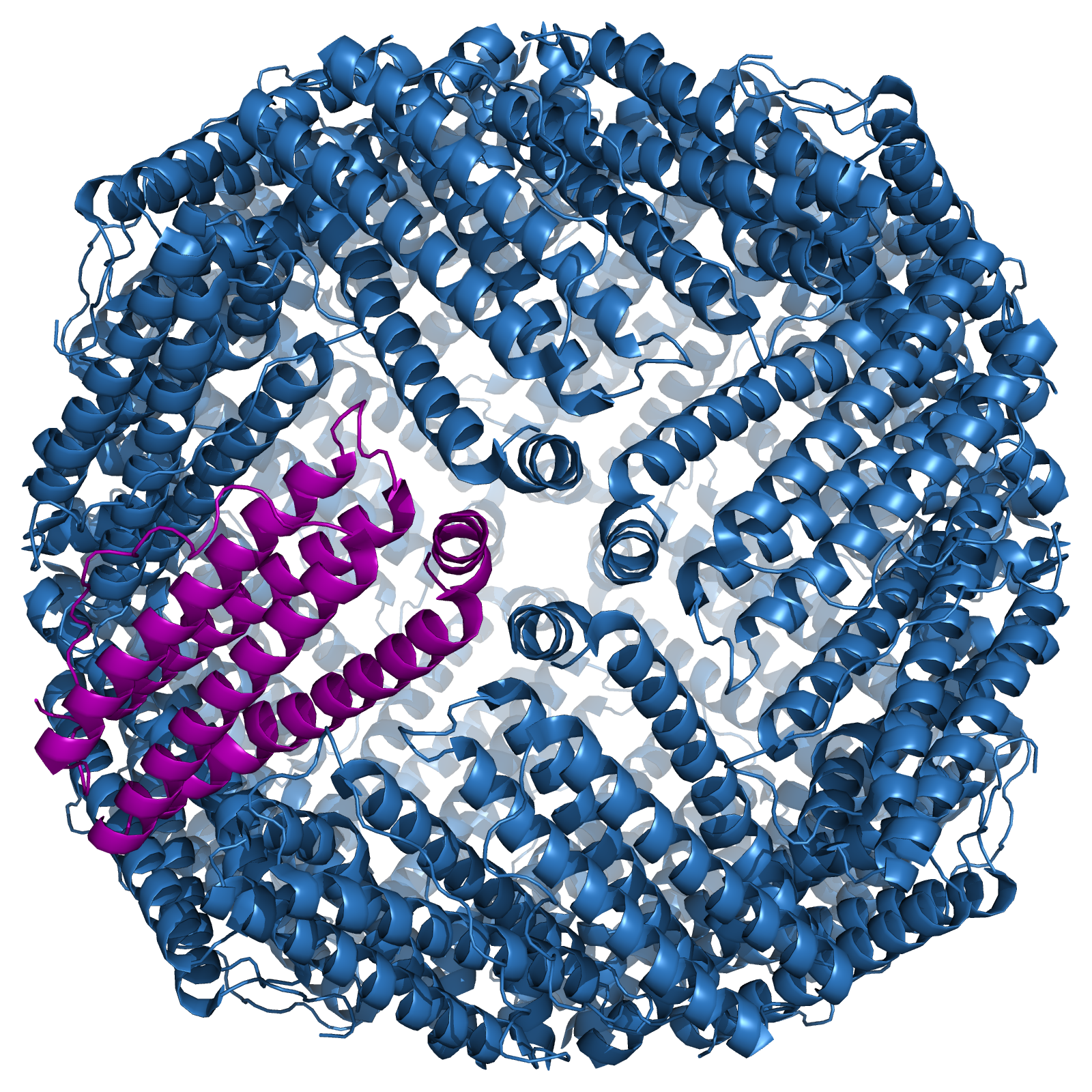
فریتین

خوشه‌های فلزی mhdi دهه اول تحقیقات آهنربای تک مولکولی را تشکیل دادند که با کهن الگوی آهنرباهای تک مولکولی، "Mn 12 " آغاز شد. این کمپلکس یک مجتمع چند فلزی منگنز (Mn) با فرمول [Mn 12 O 12 (OAc) 16 (H 2 O) 4] است که در آن OAc مخفف استات است. این ویژگی قابل توجه نشان دادن آرامش بسیار آهسته قطبی سازی مغناطیسی آنها در زیر دمای مسدود کننده است. [Mn 12 O 12 (OAc) 16 (H 2 O) 4]·4H 2 O· 2AcOH که "Mn 12 -acetate" نامیده می‌شود شکل رایج این مورد در تحقیقات است.
آهنرباهای تک مولکولی نیز بر پایه خوشه‌های آهن زیرا به‌طور بالقوه دارای حالت‌های اسپین بزرگ هستند. علاوه بر این، بیومولکول فریتین نیز یک نانومغناطیس در نظر گرفته می‌شود. در خوشه Fe 8 Br کاتیون Fe 8 مخفف [Fe 8 O 2 (OH) 12 (tacn) 6] 8+ است که tacn نشان دهنده ۱٬۴٬۷-تریازاسیکلونونان است.
کمپلکس مکعب آهنی Fe 4 C 40 H 52 N 4 O 12 (که معمولاً [Fe 4 (sae) 4 (MeOH) 4] نامیده می‌شود) اولین نمونه از آهنربای تک مولکولی بود که شامل یک خوشه Fe(II) بود و هسته این مجموعه یک مکعب با اتم‌های آهن و اکسیژن در گوشه‌های متناوب است. قابل توجه است که این آهنربای تک مولکولی دارای خاصیت مغناطیسی غیر خطی است که در آن گشتاورهای اسپین اتمی چهار اتم آهن در جهت مخالف در امتداد دو محور تقریباً عمود برهم قرار دارند. محاسبات نظری نشان داد که تقریباً دو الکترون مغناطیسی روی هر اتم آهن قرار دارند و اتم‌های دیگر تقریباً غیرمغناطیسی هستند و سطح انرژی پتانسیل جفت اسپین مدار دارای سه حداقل انرژی موضعی با مانع ناهمسانگردی مغناطیسی زیر ۳ مگا ولت است.

## کاربردها

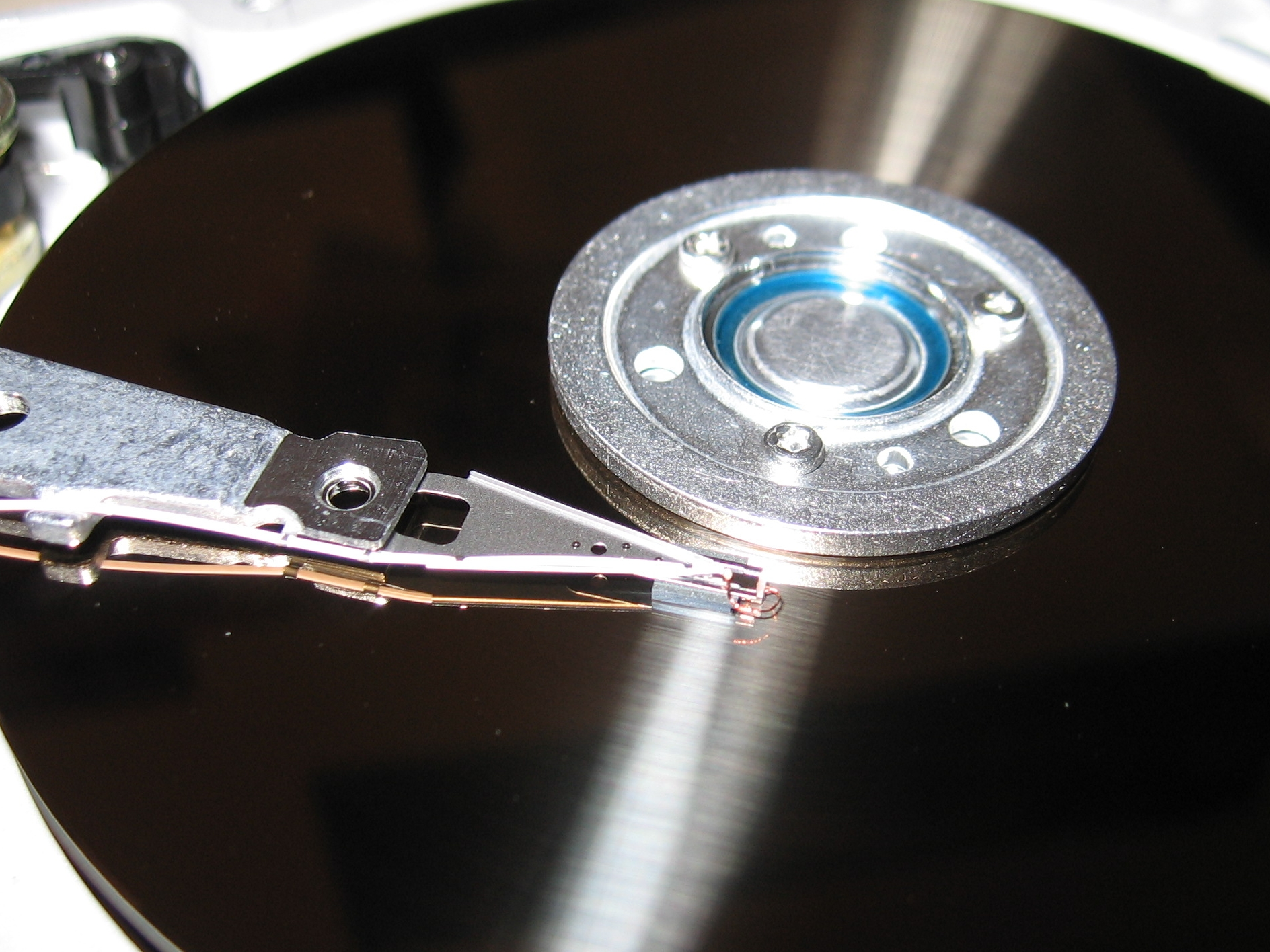
یکی از کاربردهای احتمالی SMM، لایه‌های نازک مغناطیسی برتر برای پوشش هارد دیسک است.

کاربردهای بالقوه کشف شده زیادی وجود دارد. آهنرباهای تک مولکولی نشان دهنده رویکرد مولکولی به نانومغناطیس‌ها (ذرات مغناطیسی در مقیاس نانو) هستند.
با توجه به ناهمسانگردی اسپین معمولاً بزرگ و دوپایدار، آهنرباهای تک مولکولی نوید تحقق کوچکترین واحد عملی حافظه مغناطیسی را می‌دهند و بنابراین بلوک‌های ساختمانی ممکن برای یک کامپیوتر کوانتومی هستند. در نتیجه، بسیاری از گروه‌ها تلاش زیادی برای سنتز آهنرباهای تک مولکولی اضافی انجام داده‌اند. آهنرباهای تک مولکولی به عنوان بلوک‌های ساختمانی بالقوه برای کامپیوترهای کوانتومی در نظر گرفته شده‌اند. یک آهنربای تک مولکولی سیستمی از چرخش‌های متقابل متعدد با سطوح انرژی کم‌معنای مشخص است. تقارن بالای آهنربای تک مولکولی امکان ساده‌سازی چرخش‌ها را فراهم می‌کند که در میدان‌های مغناطیسی خارجی قابل کنترل است. آهنرباهای تک مولکولی ناهمسانگردی قوی را نشان می‌دهند، خاصیتی که به ماده اجازه می‌دهد تا ویژگی‌های متفاوتی را در جهت‌های مختلف به خود بگیرد. ناهمسانگردی تضمین می‌کند که مجموعه ای از اسپین‌های مستقل برای برنامه‌های محاسباتی کوانتومی سودمند می‌باشند. مقدار زیادی از اسپین‌های مستقل در مقایسه با یک اسپین تکی، امکان ایجاد کیوبیت بزرگ‌تر و در نتیجه یک قوه حافظه بزرگ‌تر را فراهم می‌کند. برهم‌نهی و تداخل چرخش‌های مستقل همچنین امکان ساده‌سازی بیشتر الگوریتم‌های محاسباتی کلاسیک و پرس‌وجوها را فراهم می‌کند.
از نظر تئوری، رایانه‌های کوانتومی می‌توانند با رمزگذاری و رمزگشایی حالت‌های کوانتومی، بر محدودیت‌های فیزیکی ارائه شده توسط رایانه‌های کلاسیک غلبه کنند. آهنرباهای تک مولکولی برای الگوریتم گروور، یک نظریه جستجوی کوانتومی، استفاده شده‌است. مشکل جستجوی کوانتومی معمولاً درخواست می‌کند که یک عنصر خاص از یک پایگاه داده نامرتب بازیابی شود. به‌طور کلاسیک این عنصر پس از تلاش‌های N/2 بازیابی می‌شود، با این حال یک جستجوی کوانتومی از برهم نهی داده‌ها برای بازیابی عنصر استفاده می‌کند، و از لحاظ نظری جستجو را به یک پرس و جو کاهش می‌دهد. آهنرباهای تک مولکولی به دلیل داشتن دسته ای از اسپین‌های مستقل برای این عملکرد ایده‌آل در نظر گرفته می‌شوند.
مطالعه‌ای که توسط Leuenberger و Loss انجام شد، به‌طور خاص از کریستال‌ها برای تقویت گشتاور آهن‌رباهای Mn 12 و Fe 8 مولکول تک چرخشی استفاده کرد. Mn 12 و Fe 8 هر دو برای ذخیره‌سازی حافظه با زمان بازیابی تقریباً 10-10 ثانیه ایده‌آل هستند.
روش دیگر برای ذخیره‌سازی اطلاعات با SMM Fe 4 شامل استفاده از ولتاژ گیت برای انتقال حالت از خنثی به آنیونی است. استفاده از آهنرباهای مولکولی دارای دروازه‌ای الکتریکی، مزیت کنترل را بر خوشه‌ای از چرخش‌ها در یک مقیاس زمانی کوتاه‌تر ارائه می‌دهد. میدان الکتریکی را می‌توان با استفاده از یک نوک میکروسکوپ تونل زنی یا یک خط نوار به SMM اعمال کرد. تغییرات مربوطه در رسانایی تحت تأثیر حالت‌های مغناطیسی قرار نمی‌گیرند و ثابت می‌کنند که ذخیره‌سازی اطلاعات می‌تواند در دماهای بسیار بالاتر از دمای مسدود کننده انجام شود. حالت خاص انتقال اطلاعات شامل DVD به یک رسانه قابل خواندن دیگر است، همان‌طور که با مولکول منگنز دوازده طرح دار روی پلیمرها نشان داده شده‌است.
کاربرد دیگر SMMها در مبردهای مغناطیسی کالری است. یک رویکرد یادگیری ماشینی با استفاده از داده‌های تجربی قادر به پیش‌بینی SMMهای جدید است که تغییرات آنتروپی زیادی دارند و بنابراین برای تبرید مغناطیسی مناسب‌تر هستند. سه SMM فرضی برای سنتز تجربی پیشنهاد شده‌است:
Fe4Gd6(O3PCH2Ph)6(O2CtBu)14(MeCN)2
Cr2Gd2(OAc)5+
Mn2Gd2(OAc)5+
. ویژگی‌های اصلی SMM که به خواص آنتروپی کمک می‌کند شامل ابعاد و لیگاندهای هماهنگ‌کننده است.
علاوه بر این، آهنرباهای تک مولکولی بسترهای آزمایشی مفیدی را برای مطالعه مکانیک کوانتومی در اختیار فیزیکدانان قرار داده‌است. تونل زنی کوانتومی ماکروسکوپی مغناطیسی برای اولین بار در منگنز 12 اکسیژن ۱۲ دیده شد. که با گام‌های مساوی در منحنی پسماند مشخص می‌شود. خاموش شدن دوره ای این سرعت تونل زنی در ترکیب Fe 8 با فازهای هندسی مشاهده و توضیح داده شده‌است.